# ضرب هم‌گذر

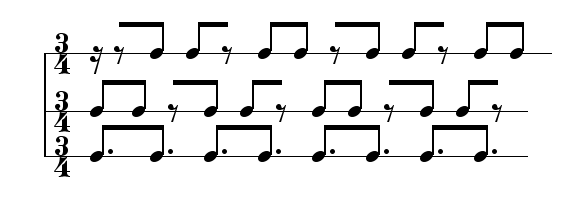
در موسیقی هر ضرب را با یک نت سیاه اندازه گذاری می‌دهند.برای مثال در ضرب هم‌گذر، مغایرت میزان ۳/۴ در برابر میزان ۶/۸.

در موسیقی، به استفاده همزمان از الگوهای مغایر ریتمی، ضرب هم‌گذر (cross-beat یا cross-rhythm) گفته می‌شود.
برای مثال دو نُت در برابر سه نُت (تریوله) یا آکسان‌های مغایر برای مثال میزان (3
4) در برابر (6
8)